# الانتخابات في مالاوي
تُجرى الانتخابات في مالاوي على المستوى الوطني لانتخاب الرئيس والهيئة التشريعية. ويتم انتخاب الرئيس ونائب الرئيس في اقتراع واحد لمدة خمس سنوات من قبل الشعب. وتُجرى الانتخابات بنظام فوز الأكثر أصواتًا، وليس الاقتراع على دورتين. تضم الجمعية الوطنية في مالاوي 193 عضوًا ينتخبون لمدة خمس سنوات في دوائر انتخابية ذات مقعد واحد. ونظام الحكم في مالاوي متعدد الأحزاب، مما يعني أن هناك أحزابًا متعددة بالإضافة إلى عدد من السياسيين المستقلين الذين لا يرتبطون رسميًا بأي حزب.
يحق للمواطنين المالاويين الذين تبلغ أعمارهم 18 عامًا أو أكثر التصويت. يمكن للمواطنين الأجانب الذين عاشوا في ملاوي لمدة 7 سنوات التصويت أيضًا.

## الانتخابات الأخيرة
الانتخابات العامة في مالاوي 2019

## انتخابات 2014

### الرئيس
| مرشح                        | حزب                         | الأصوات | ٪    |
| --------------------------- | --------------------------- | ------- | ---- |
| بيتر موتاريكا               | الحزب التقدمي الديمقراطي    | 1904399 | 36.4 |
| لازاروس تشاكويرا            | حزب مؤتمر مالاوي            | 1455880 | 27.8 |
| جويس باندا                  | حزب الشعب                   | 1056236 | 20.2 |
| أتوبيل مولوزي               | الجبهة الديمقراطية المتحدة  | 717224  | 13.7 |
| كاموزو تشيبامبو             | حزب تحول الشعب              | 19360   | 0.4  |
| مارك كاتسونجا               | حركة الحزب التقدمي          | 15830   | 0.3  |
| جون تشيسي                   | حزب أومودزي                 | 12048   | 0.2  |
| جورج نسا                    | تحالف تيسينثي               | 11042   | 0.2  |
| جيمس نيوندو                 | جبهة الخلاص الوطنية         | 10623   | 0.2  |
| هيلين سينغ                  | الحزب المستقل المتحد        | 9668    | 0.2  |
| الجمعة جمبي                 | حزب العمل                   | 8819    | 0.2  |
| ديفيس كاتسونجا              | تشيباني تشا بفوكو           | 7454    | 0.1  |
| أصوات غير صالحة / فارغة     | أصوات غير صالحة / فارغة     | 56695   | -    |
| مجموع                       | مجموع                       | 5285278 | 100  |
| الناخبين المسجلين / الاقبال | الناخبين المسجلين / الاقبال | 7470806 | 70.7 |
| المصدر: MEC                 |                             |         |      |

### الجمعية الوطنية
| حزب                         | الأصوات | ٪     | مقاعد | +/-  |
| --------------------------- | ------- | ----- | ----- | ---- |
| الحزب التقدمي الديمقراطي    | 1133402 | 21.98 | 51    | -63  |
| حزب الشعب                   | 935994  | 18.15 | 26    | جديد |
| حزب مؤتمر مالاوي            | 895659  | 17.37 | 48    | +22  |
| الجبهة الديمقراطية المتحدة  | 496765  | 9.63  | 14    | -3   |
| حركة الحزب التقدمي          | 33817   | 0.66  | 0     | 0    |
| التحالف من أجل الديمقراطية  | 31907   | 0.62  | 1     | 0    |
| الحزب المستقل المتحد        | 24132   | 0.47  | 0     | جديد |
| جبهة الخلاص الوطنية         | 19616   | 0.38  | 0     | جديد |
| حزب المؤتمر نثاندا          | 16497   | 0.32  | 0     | جديد |
| تحالف قوس قزح الجديد        | 14091   | 0.27  | 0     | 0    |
| تشيباني تشا بفوكو           | 10545   | 0.20  | 1     | جديد |
| حزب العمل الجديد            | 4473    | 0.09  | 0     | جديد |
| حزب أومودزي                 | 3145    | 0.06  | 0     | جديد |
| منتدى ملاوي للوحدة والتنمية | 2814    | 0.05  | 0     | -1   |
| حزب تحول الشعب              | 2746    | 0.05  | 0     | 0    |
| حزب الشعب مارافي            | 733     | 0.01  | 0     | -1   |
| الحركة الديمقراطية الشعبية  | 471     | 0.01  | 0     | جديد |
| المستقلين                   | 1530485 | 29.68 | 52    | +20  |
| أصوات غير صالحة / فارغة     | 74889   | -     | -     | -    |
| مجموع                       | 5232181 | 100   | 193   | -    |
| الناخبين المسجلين / الاقبال | 7448247 | 70.25 | -     | -    |
| المصدر: MEC ، MEC           |         |       |       |      |

## الانتخابات السابقة

### الاستفتاءات
- استفتاء ملاوي من أجل الديمقراطية، 1993

### انتخابات
- الانتخابات العامة في مالاوي ، 2019
- الانتخابات العامة في مالاوي، 2014
- الانتخابات العامة في مالاوي، 2009
- الانتخابات العامة في مالاوي، 2004
- الانتخابات العامة في مالاويـ 1999
- الانتخابات العامة في مالاوي،1994

## الانتخابات القادمة
ستكون الانتخابات العامة في مالاوي في 2 يوليو 2020. ونتيجة لحكم المحكمة الدستورية، سيتم انتخاب رئيس مالاوي باستخدام نظام الدورتين، ليحل محل النظام السابق الذي كان يقضي بفوز "الأكثر أصواتا". يتم انتخاب أعضاء الجمعية الوطنية البالغ عددهم 193 عضوًا عن طريق التصويت بطريقة «فوز الأكثر أصواتًا» في الدوائر الانتخابية ذات العضو الواحد.

## روابط خارجية
- أرشيف انتخابات آدم كار
- قاعدة بيانات الانتخابات الأفريقية
- مؤتمر أكاديمي دولي حول الانتخابات العامة لعام 2009
- فيديو وثائقي عن الانتخابات العامة في ملاوي لعام 2009